# ناگول
ناگول (به لاتین: Nagol) یک روستا در آندورا با جمعیت ۶۳ نفر است که در سنت حولیا ده لوریا واقع شده‌است.